# Loser (singel Ayreona)
Loser – piąty singel projektu Ayreon, wydany 26 lipca 2004 roku, pochodzący z albumu The Human Equation. Pomimo wydania singla pod szyldem Ayreon, tę wersję utworu zagrał inny projekt Arjena Lucassena, Star One. W tej wersji utworu “Day sixteen: Loser” Peter Vink gra na gitarze basowej, a Joost van den Broek gra na instrumentach klawiszowych. Zostały dodane dodatkowe partie wokalne Devina Townsenda, a solo na organach Hammonda zagrane przez Kena Hensleya zostało nieco zmienione.

## Lista utworów
1. Loser – 3:31
2. How You Gonna See Me Now (cover Alice’a Coopera, śpiewa Mike Baker) – 3:52
3. Castle Hall (wersja akustyczna, śpiewa Irene Jansen) – 4:07
4. Into the Black Hole (wersja akustyczna, śpiewa Irene Jansen) – 4:22

## Twórcy
- Arjen Lucassen – gitara, gitara basowa, mandolina, keyboard, syntezator
- Ed Warby (Gorefest) – perkusja
- Mike Baker (Shadow Gallery) – śpiew
- Devin Townsend (Devin Townsend Band, Strapping Young Lad) – śpiew
- Irene Jansen – śpiew
- Gary Wehrkamp (Shadow Gallery) – wokal wspierający
- Peter Vink – gitara basowa (w utworze Loser)
- Joost van den Broek (After Forever) – keyboard (w utworze Loser i Castle Hall)
- Robert Baba – elektryczne skrzypce (w utworze Loser)
- Jeroen Goossens – Didgeridoo (w utworze Loser)
- John McManus – flet (w utworze Loser)